# L214
L214, com seu nome completo L214 ética e animais, é uma associação francesa sem fins lucrativos de defesa de animais, fundada em 2008. O L214 se posiciona regularmente como denunciante realizando pesquisas e transmitindo vídeos "choques" sobre as condições de vida dos animais nas fazendas, mas também durante o transporte e o abate. Uma anti-especista, L214 se opõe a essas práticas e também à pesca, que ela considera prejudicial aos animais. Ela defende uma mudança nos hábitos de consumo, especialmente alimentos, no sentido de menor consumo de produtos de origem animal e promove o veganismo. Por meio de sites e campanhas de informação, a associação também lida com os impactos ambientais e sanitários da carne e da criação, as posições de partidos políticos ou personalidades em relação aos animais e oferece conselhos sobre como vegetar seu consumo e um guia de restaurantes que oferece pratos veganos .
O L214 tem muitos apoiadores, mas também muitos detratores, especialmente entre criadores e outros participantes da indústria de produtos de origem animal. Seus apoiadores elogiam o destaque das condições de vida e o abate de animais de criação e um papel no despertar da sociedade. Seus detratores denunciam os objetivos da associação, que costumam ser considerados excessivos, e podem questionar a interpretação das imagens veiculadas, sua representatividade, edição ou natureza recente.

## Histórico

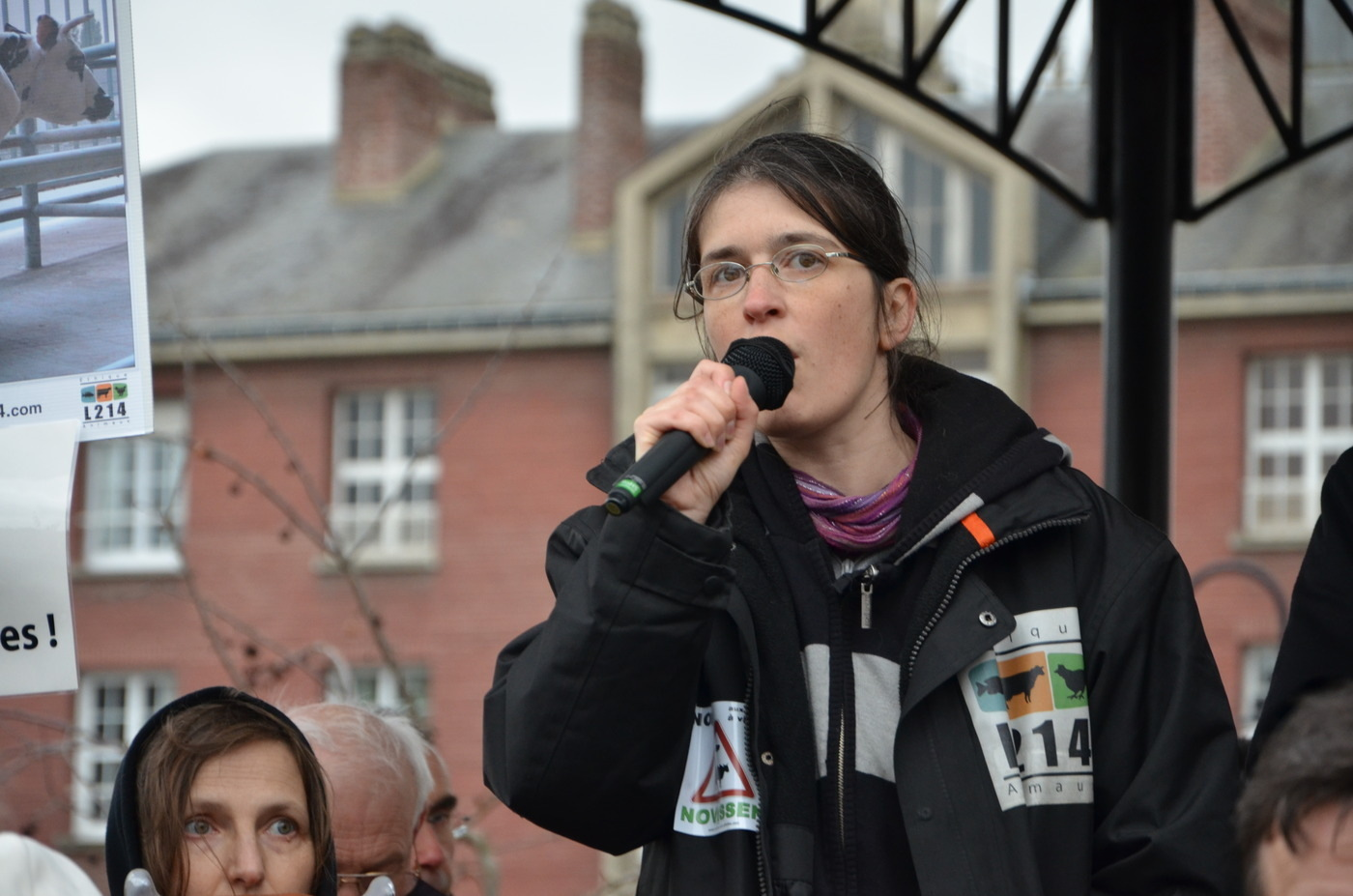
Brigitte Gothière, cofundadora e diretora da L214, durante a manifestação contra a Ferme des mille vaches em Abbeville, na França, em 18 de fevereiro de 2012.

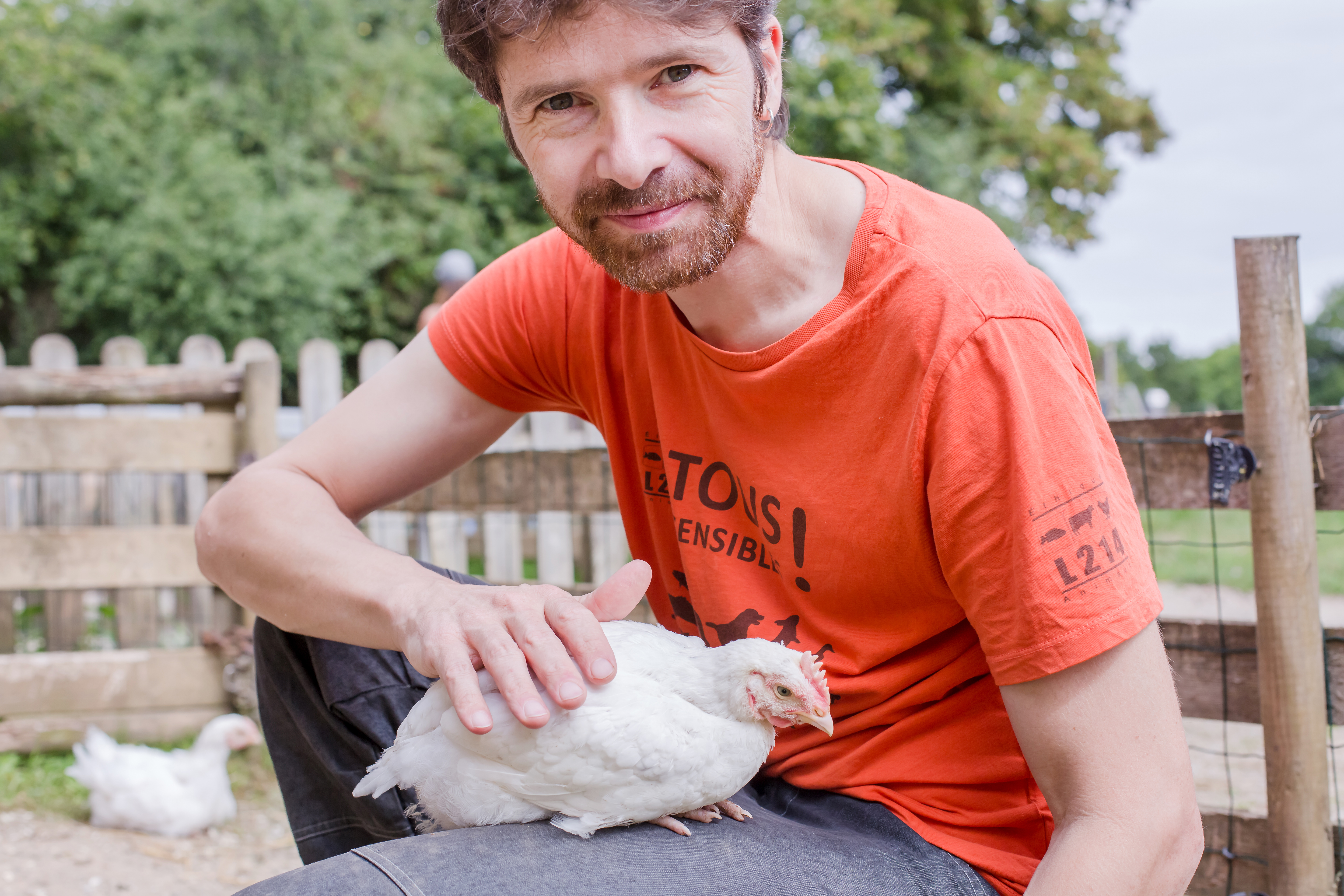
Sébastien Arsac, co-fundador da L214, durante um resgate de frango, em julho de 2017.

A associação foi criada em 2008, na França, a partir do coletivo “Stop Gavage”, ativista pela abolição do foie gras , que desde então continuou sua ação no L214  . L214 põe em causa a relação que a sociedade tem com os animais e é particularmente dedicada a defesa dos animais de produção utilizados para consumo humano de alimentos (carne, leite, ovos, peixe). A associação combina campanhas por ovos ao ar livre)com objetivos mais abolicionistas (marcha para fechar matadouros e promover o veganismo ).
A associação foi criada inicialmente no departamento de Haute-Loire, em Lachaud-Curmilhac (centro da França) , como uma associação sem fins lucrativos sob a lei de 1901 . Em 2015, foi transferido para o Baixo Reno, em Achenheim (perto de Strasbourg), para se tornar uma associação sob a lei local da Alsácia-Mosela  .
O nome deriva do artigo L214-1 do Código de pesca rural e marítima, no qual os animais são designados pela primeira vez como "seres sensívels" em direito francês : "Qualquer animal que seja um ser sensível deve ser colocado por seu dono em condições compatíveis com os imperativos biológicos de sua espécie". Seu nome completo é "ética e animais L214"  .
Os fundadores da L214, são os ativistas veganos Brigitte Gothière e Sébastien Arsac, dois ex-professores, fazem parte do movimento antiespecista 
Seguinte a revista Les Inrocks L214 é "a associação que se estabeleceu em oito anos de activismo como a voz da protecção animal em França"  (Março de 2016),
O 6 de setembro de 2017, pela primeira vez desde a criação da associação, as imagens captadas por L214 em uma fazenda de galinhas são transmitidas no programa Quotidien, no TMC  (um canal TV françês), no horário nobre, beneficiando assim uma audiência de mais de 1,2 milhões de espectadores  .
O 26 de junho de 2020, na France Info, Didier Guillaume, Ministro da Agricultura francês, saúda o trabalho da associação, lamenta que os serviços estatais não possam fazer o mesmo internamente e anuncia que o governo vai "fazer tudo o que puder" pelo bem-estar animal e contra situações inaceitáveis.

## Objectivos

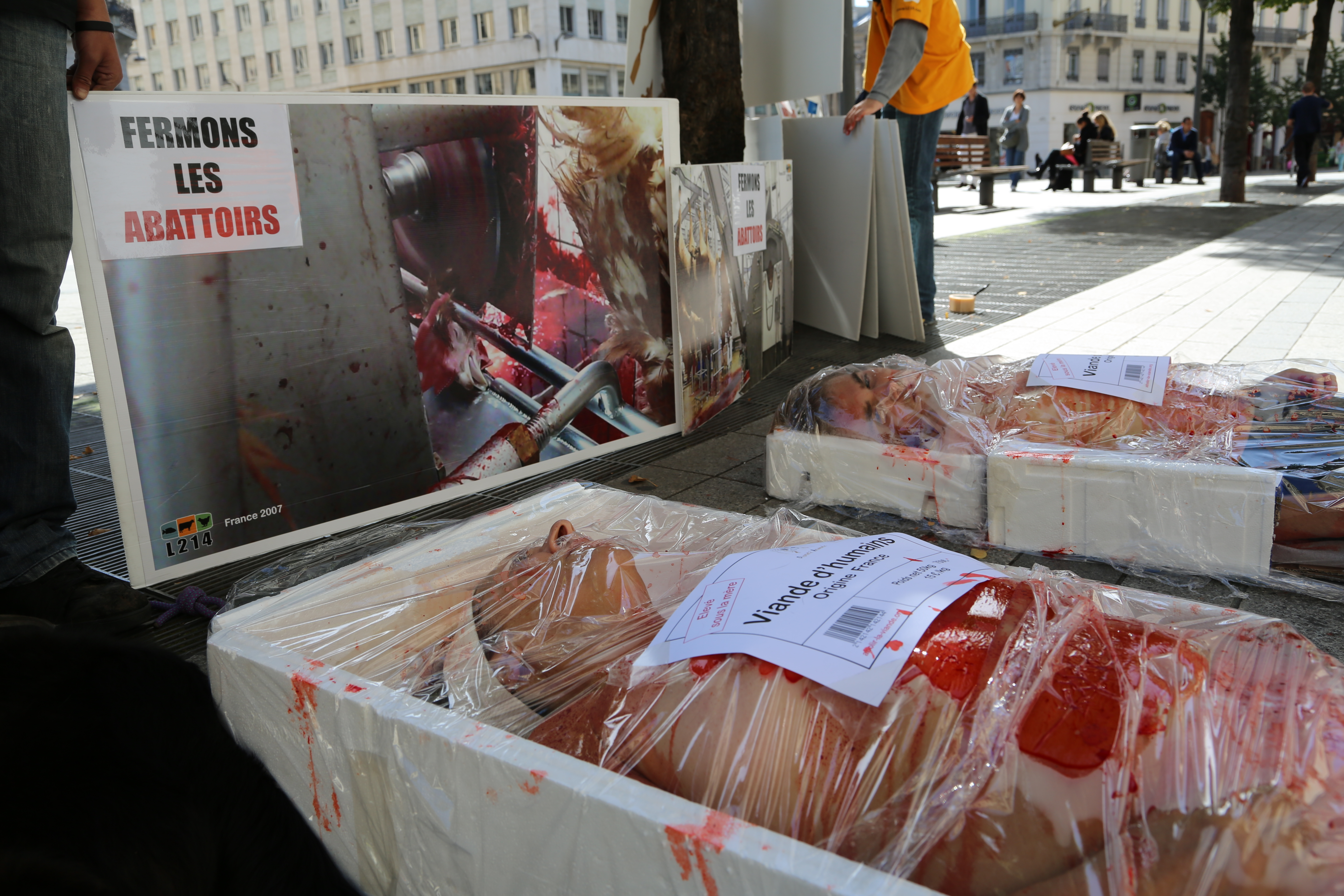
Ação "bandeja de carne humana" por ocasião da semana mundial de ação para a abolição da carne, em Lyon, em 2012.

A associação, que promove a ética do antiespecismo , realiza campanhas de informação  e se posiciona regularmente como denunciante  , ,, a fim de fazer evoluir os regulamentos de proteção animal e os hábitos de consumo , para pôr termo a práticas que prejudicam os animais, incluindo o consumo de carne. Imagens de pesquisas e a experiência da associação são freqüentemente usadas em reportagens da indústria de alimentos  .
Para a jornalista Sandra Méallier da France 3 (canal de TV francês), L214 "se tornou uma parte essencial da paisagem ética e ecológica francesa".
Emmanuel Faber, CEO da Danone, por sua vez, aprova a abordagem da associação e destaca a importância de denunciantes como o L214 para mudar mentalidades e práticas em termos de sofrimento animal  .

## Meios de comunicação
A associação se comunica usando o site principal, "L214.com", desenvolvendo uma comunicação considerada  "explosiva" e "inovdora" de acordo com o La Revue de l'industrie agroalimentaire  ,, com o objetivo de marcar a opinião pública e "desestabilizar os atores tradicionais da economia, como fabricantes de alimentos e agricultores"  ,  transmitindo em vídeos específicos "choques" , mas também através de sites relacionados como "vegan-pratique.fr"  ou "vegoresto.fr” , cuja vocação é oferecer conselhos sobre a transição alimentar para o veganismo  .

## Artigo relacionado
- Peta